# Everard t'Serclaes
Everard t'Serclaes (kolem roku 1320 – 13. března 1388, Brusel) byl pán na hradě Kruikenburg. Proslavil se osvobozením Bruselu od flanderských útočníků.

## Život

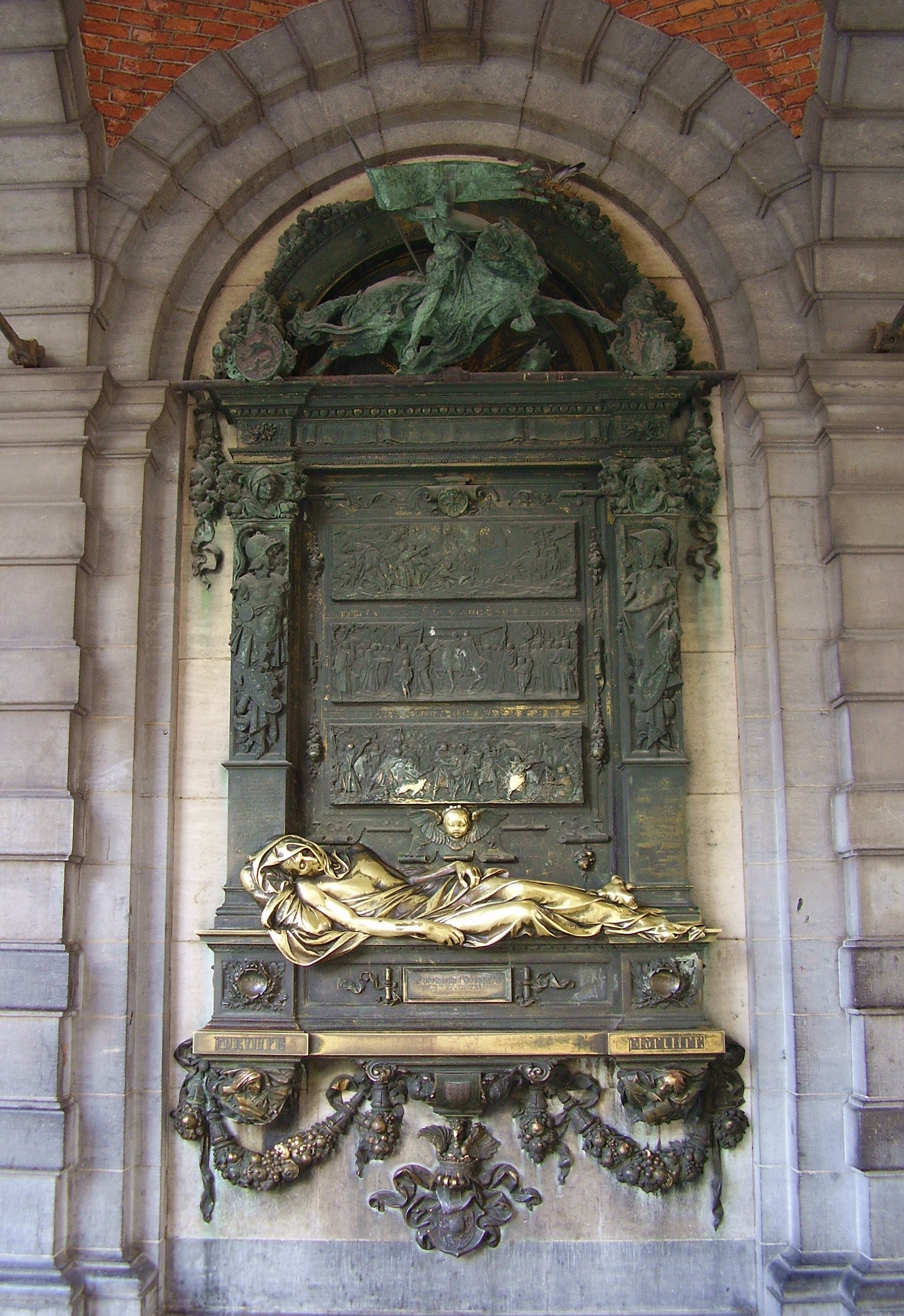
Pomník Everarda t'Serclaes na bruselském hlavním náměstí.

Po smrti vévody Jana III. Brabantského dne 5. prosince 1355 připadl vévodský titul a s ním i vláda jeho dceři Johaně a spoluvládcem byl její manžel Václav I. Lucemburský. Toto nástupnictví však bylo zpochybněno flanderským hrabětem Ludvíkem II. Ten Brabant napadl a rychle obsadil Brusel. V noci 24. října 1356 skupina vlastenců pod vedením Everarda t'Serclaes pobořila městské hradby, vnikla do města a flanderské vojsko vyhnala. To umožnilo Johaně a Václavovi po podepsání dokumentu Joyeuse Entrée ujmout se vlády.
Everard se později stal pětkrát členem obecní rady v Bruselu. Jako starý muž vedl úspěšnou opozici proti prodeji části půdy patřící koruně proti Swederovi z Abcoude, pánu na hradě Gaasbeek. Skupina, kterou vedl Swederův nelegitimní syn, na Everarda zaútočila během jeho cesty z Lennika do Bruselu. Na následky zranění Everard o pět dní později zemřel. V reakci na tento zločin občané Bruselu i celého Brabantu zaútočili na hrad Gaasbeek a srovnali ho se zemí. 
Belgický sochař Julien Dillens (1849–1904) vytvořil pomník Everarda t'Serclaes na jeho památku. Památník se nachází nedaleko bruselské radnice v ulici Charlese Bulse. Mezi místními obyvateli se říká, že socha Everarda t'Serclaese přináší štěstí a plní přání všem, kdo se jí dotknou. Mnoho turistů se sochy dotýká, zvláště její ruky, protože legenda praví, že kdo pohladí soše ruku, ten se do Bruselu vrátí. Turisté se ale dotýkají i ostatních částí sochy, jako je tvář anděla, pes, nebo štít. Toto neustále dotýkání udržuje ležící tělo sochy lesklé ve srovnání se ostatními částmi památníku.